# Polizeikommissariat (Österreich)
Polizeikommissariat (PK, ugs. Kommissariat oder Koat) ist in Österreich seit 2012 die Bezeichnung für 20 Außenstellen der neu eingerichteten neun Landespolizeidirektionen, 14 in Wien, sechs in anderen Bundesländern. Zuvor war der Begriff im Kaisertum Österreich bereits 1852 üblich. Beispielsweise bestanden im Bereich der heutigen Landespolizeidirektion Wien bei der 1869 gegründeten k.k. Sicherheitswache von Anfang an Polizeicommissariate; die Bezeichnung wurde dort seither durchgängig verwendet.
Außerhalb Wiens waren PKe in der Republik Österreich bis 1976 in sieben Städten eingerichtet; seit 1977 wurden sie als Bundespolizeidirektionen bezeichnet. In den Bundesländern (ausgenommen Wien) wurde der Begriff im Zuge der mit Bundesverfassungsgesetz erlassenen Sicherheitsbehörden-Neustrukturierung 2012 wieder eingeführt, und zwar für die bis 31. August 2012 bestehenden Bundespolizeidirektionen in Leoben, Schwechat, Steyr, Villach, Wels und Wiener Neustadt. Sie führen jeweils die Bezeichnung „Polizeikommissariat ...“ unter Hinzufügung des Namens der Gemeinde bzw. des Wiener Gemeindebezirks, in der bzw. dem sie ihren Sitz haben. Die Polizeikommissariate sind keine eigenständigen Behörden, sondern innerbehördliche Organisationseinheiten (Filialen) der ihnen übergeordneten Landespolizeidirektionen, die als Behörden auftreten.
Jedes Polizeikommissariat wird von einem rechtskundigen Beamten mit der Verwendungsbezeichnung Stadthauptmann geleitet. Leiterinnen von Polizeikommissariaten können laut Bundesverfassung ihre Verwendungsbezeichnung in weiblicher Form (Stadthauptfrau) führen. Das Kommissariat hat, wie die Landespolizeidirektion für das gesamte Bundesland, in dem ihm zugeordneten Rayon sämtliche, auch die verwaltungsmäßig durch Polizeijuristen zu erledigenden Agenden (z. B. Verwaltungsstrafverfahren, Strafakten für die Gerichtsbarkeit) wahrzunehmen. Das unterstellte Stadtpolizeikommando koordiniert den Dienst der uniformierten und der zivilen Exekutivbediensteten im Gebiet des Kommissariats in den Polizeiinspektionen.

## Polizeikommissariate in Wien und ihre Zuständigkeit

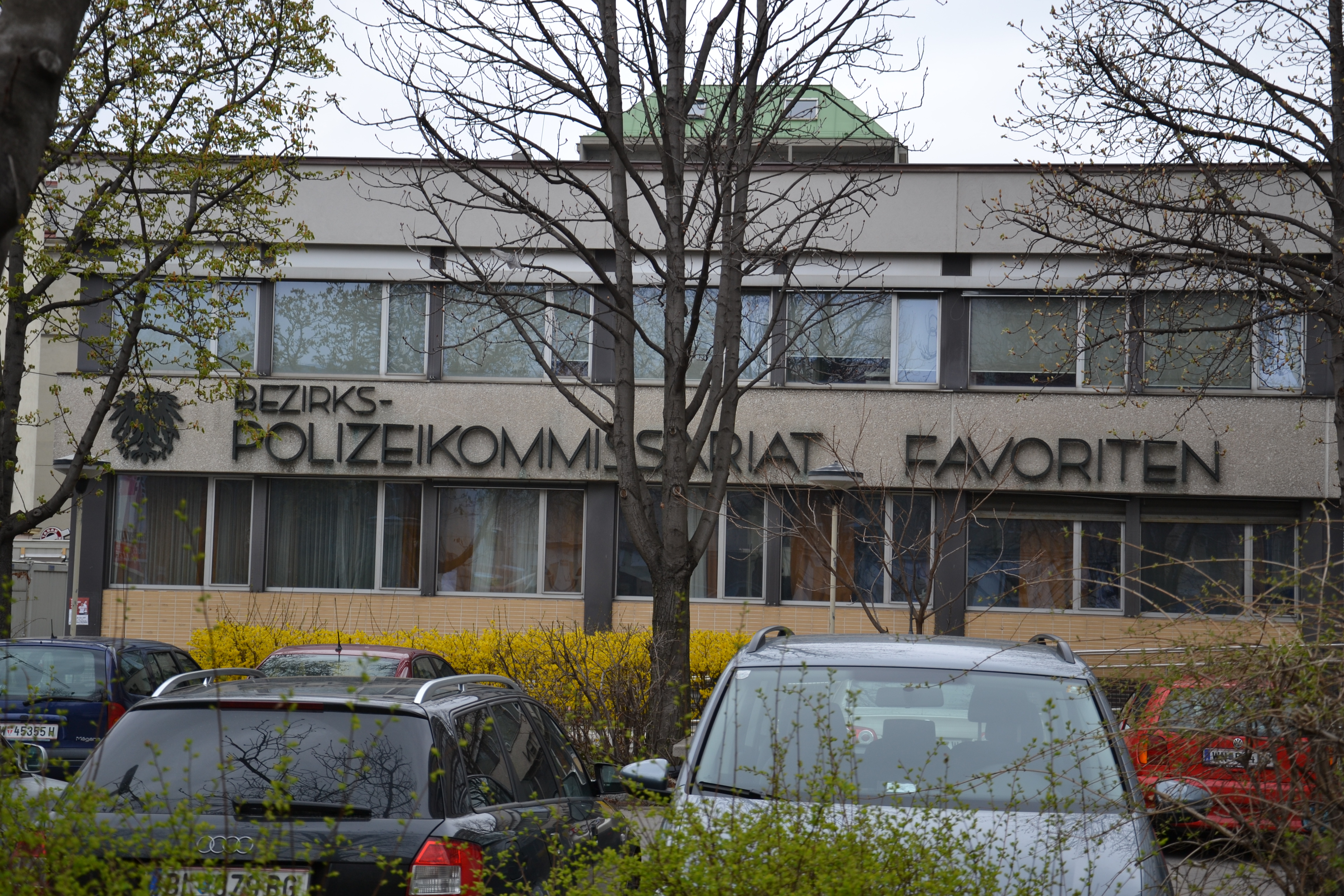
Polizeikommissariat Favoriten (veraltete Beschriftung: Bezirkspolizeikommissariat), 10., Van-der-Nüll-Gasse / Gudrunstraße

In Wien sind die Polizeikommissariate unter anderem für folgende Dienstleistungen zuständig:

Rayone der Polizeikommissariate in Wien

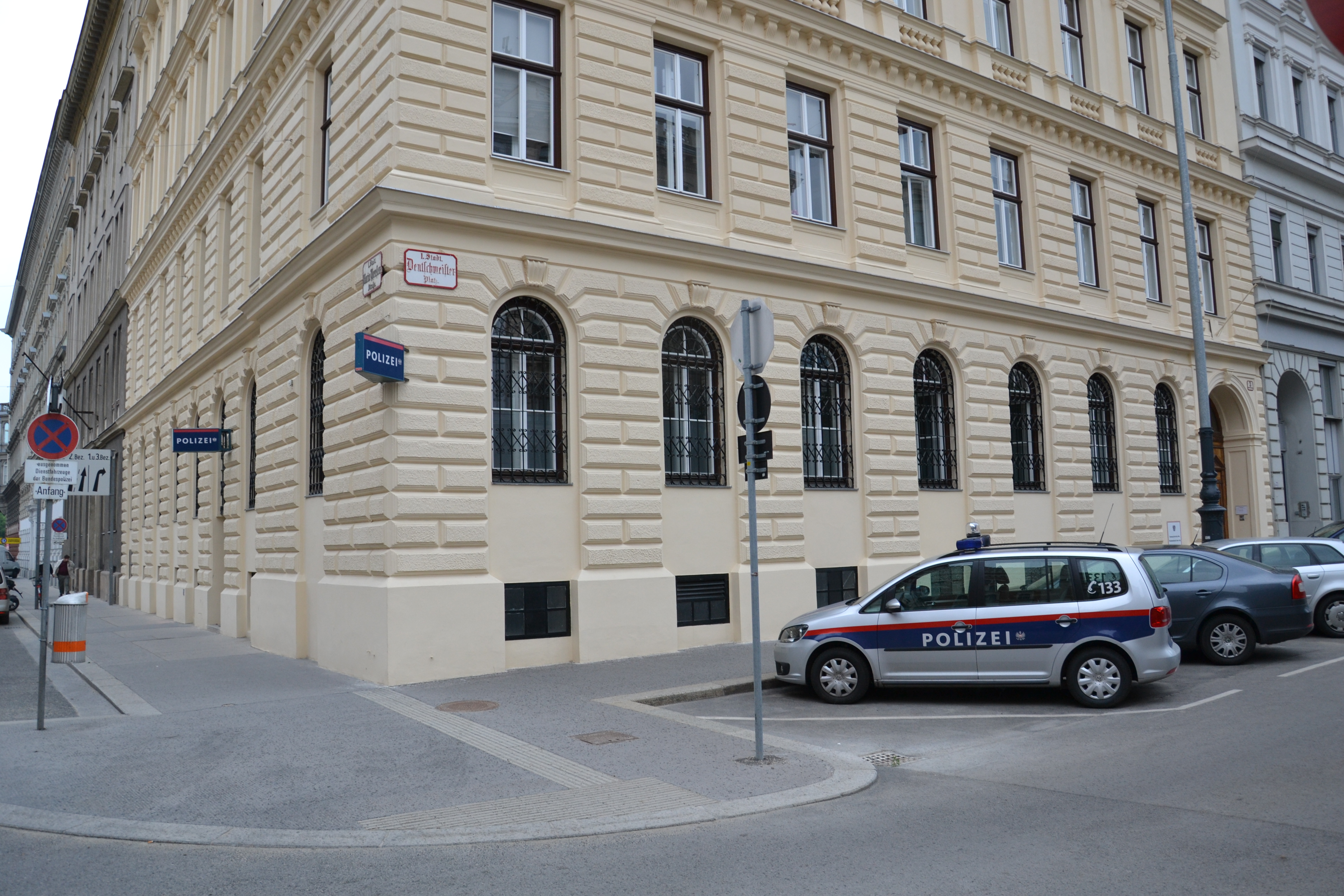
Polizeikommissariat Innere Stadt, 1., Deutschmeisterplatz

- Ausstellung einer Strafregisterbescheinigung[3]
- Entgegennahme von elektronischen Verpflichtungserklärungen (EVE)[4]
- Registrierung für die neue E-Card, wenn kein Foto vorhanden ist (nur in den Polizeikommissariaten Josefstadt, Favoriten, Fünfhaus, Ottakring, Brigittenau und Donaustadt)[5]
- Amtsärztliche Untersuchungen, nach Ladung bzw. Aufforderung durch die Sicherheitsexekutive (nur in den Polizeikommissariaten Innere Stadt, Favoriten, Ottakring und Donaustadt)[6]
- Entgegennahme von Anträgen auf Ausstellung eines Waffenpasses bzw. einer Waffenbesitzkarte[7]
- Entscheidung über Anträge auf Sperrstundenverlängerungen[8]
- Ausstellung eines Identitätsausweises[9]
- Führen von Verwaltungsstrafverfahren (falls zuständig) sowie deren Vollstreckung (inklusive Entscheidungen über Ansuchen auf Teilzahlung/Zahlungsaufschub/Strafaufschub etc.)

An allen Standorten befinden sich zudem ein Stadtpolizeikommando sowie eine Polizeiinspektion.
Folgende Polizeikommissariate sind für die genannten Wiener Gemeindebezirke zuständig:
- Polizeikommissariat Innere Stadt – 1., Innere Stadt
- Polizeikommissariat Landstraße – 3., Landstraße
- Polizeikommissariat Margareten – 4., Wieden, 5., Margareten, und 6., Mariahilf
- Polizeikommissariat Josefstadt – 7., Neubau, 8., Josefstadt, und 9., Alsergrund
- Polizeikommissariat Favoriten – 10., Favoriten
- Polizeikommissariat Simmering – 11., Simmering
- Polizeikommissariat Meidling – 12., Meidling, und 13., Hietzing
- Polizeikommissariat Fünfhaus – 14., Penzing, und 15., Rudolfsheim-Fünfhaus
- Polizeikommissariat Ottakring – 16., Ottakring, und 17., Hernals
- Polizeikommissariat Döbling – 18., Währing, und 19., Döbling
- Polizeikommissariat Brigittenau – 2., Leopoldstadt, und 20., Brigittenau
- Polizeikommissariat Floridsdorf – 21., Floridsdorf
- Polizeikommissariat Donaustadt – 22., Donaustadt
- Polizeikommissariat Liesing – 23., Liesing

## Polizeikommissariate außerhalb Wiens
(bis 31. August 2012 Bundespolizeidirektionen)
- Polizeikommissariat Leoben (Steiermark)
- Polizeikommissariat Schwechat (Niederösterreich)
- Polizeikommissariat Steyr (Oberösterreich)
- Polizeikommissariat Villach (Kärnten)
- Polizeikommissariat Wels (Oberösterreich)
- Polizeikommissariat Wiener Neustadt (Niederösterreich)

## Geschichte
Der so genannte Wiener Polizeirayon, das Zuständigkeitsgebiet der k.k. Polizeidirektion in Wien, umfasste 1869, im Gründungsjahr der nichtmilitärischen Wiener Sicherheitswache, neben dem damaligen Stadtgebiet Wiens (neun Bezirke) mehr als 20 selbstständige Vororte der Stadt. Damals zerfiel der Polizeirayon in 14 Polizeibezirke, in denen der Dienst jeweils von einem Polizeikommissariat geleitet wurde. Zur Weltausstellung 1873 wurde außerdem 1872 eine Polizeiabteilung für den Prater errichtet, die 1874 den Namen k.k. Polizei-Bezirks-Kommissariat Prater erhielt und jahrzehntelang bestand.
Die Bezeichnung Kommissär war in Österreich schon Mitte des 19. Jh. in Ministerien für bestimmte Agenden leitende Beamte in Verwendung. Heute handelt es sich um den niedrigsten Rang rechtskundiger Beamter oder von Magistratsbeamten auf Maturaniveau oder, als Regierungskommissär, um mit der Leitung von Projekten im Ausland befasste Nichtbeamte (z. B. Regierungskommissär für die österreichische Beteiligung an der Biennale von Venedig). Der Begriff Kommissar bezeichnet einen Dienstgrad der deutschen Polizei, der in Österreich nicht verwendet wird, auch wenn dies von manchen Krimiserien immer wieder suggeriert wird und der österreichische Sänger Falco in einem Lied Alles klar, Herr Kommissar? fragte.
Die Straffung der geografischen Gliederung der Wiener Polizeiarbeit wurde 2002, im Jahr der Wiener Polizeireform, durchgeführt (diese ist nicht zu verwechseln mit der Zusammenlegung von Bundesgendarmerie, Bundessicherheitswachekorps und Kriminalbeamtenkorps im Jahr 2005). Bestand vorher in jedem der 23 Wiener Gemeindebezirke ein Bezirkspolizeikommissariat (mit Kriminalabteilung), so wurden 2002 neun Kommissariate eingespart; von den verbliebenen 14 haben seither einige mehr als einen Bezirk zu betreuen (siehe Liste). Die Zuordnung der Gemeindebezirke zu Kommissariaten erfolgte anhand des Arbeitsanfalls, der Bevölkerungszahl und der Fläche. Bis Ende 1976 wurden die Bundespolizeibehörden in sieben anderen Städten Österreichs als Bundespolizeikommissariat bezeichnet (siehe unten).
Die fünf Wiener Kriminalkommissariate, auf die das Stadtgebiet 2002 aufgeteilt wurde, wurden 2008 in Landeskriminalamtsaußenstellen umbenannt, haben jedoch dieselben Aufgaben wie davor. Sie unterstehen seit 1. September 2012 ebenfalls der Landespolizeidirektion Wien (Polizeipräsident).
Bis Ende 1976 bestanden zur Leitung des Polizeidienstes in Leoben, St. Pölten, Schwechat, Steyr, Villach, Wels und Wiener Neustadt Bundespolizeikommissariate. Sie wurden mit Verordnung der Bundesregierung Kreisky III (Innenminister: Otto Rösch) vom 7. Dezember 1976 mit Wirkung vom 1. Jänner 1977 in Bundespolizeidirektionen umbenannt. 2012 wurden die Dienststellen in sechs dieser sieben Städte wieder als Kommissariate eingerichtet; in St. Pölten befindet sich die Landespolizeidirektion Niederösterreich.